# Nouzová situace
Nouzová situace je 14. epizoda 3. řady sci-fi seriálu Hvězdná brána.

## Děj
SG-1 se vrací z mise a všimne si zvýšené bezpečnosti na základně, ale je jim řečeno, že to je jen opatření kvůli chemické sloučenině tetrachloroethylen, která unikla na podlaží 23. Nicméně, jakmile přijdou na ošetřovnu, jsou jim okamžitě podány sedativa a upadnou do bezvědomí.
Teal'c se později probudí a vidí Dr. Fraiserovou a Generála George Hammonda mluvit s neznámými cizinci o invazi na Zemi. Teal'c předstírá bezvědomí, poté přemůže seržanta Silera a osvobodí Carterovou. Jejich únik byl odhalen a Teal'c je zajat, ale Carterová uniká ze základny SGC. Carterová kontaktuje plukovníka Maybourna, aby jí pomohl a on souhlasí se setkáním na veřejném místě.
Když se Carterová s Maybournem setká, jsou přítomni i plukovník Jack O'Neill a Dr. Daniel Jackson. Caretrová je informovaná o tom, že zřejmě trpí účinky z tetrachloroethylenu, které mohou způsobit paranoidní halucinace. Carterová neochotně souhlasí s návratem na základnu. V letadle, při letu zpět do SGC, si Caretrová všimne, že O'Neillova postava bliká. Carterová se zmocní Maybournovy zbraně a zabije O'Neilla a majora Davise. Tím odhalí jejich skutečnou podobu vetřelců. Poté Caretrová nalézá malý disk napojený na hruď vetřelce a umísťuje jej na sebe, získává tak Danielovu podobu. Další zařízení spojuje vetřelce s myšlenkami kopírované osoby.
Mezitím, se skutečný O'Neill a Davis vzbudí v SGC pověšení u stropu. Další členové personálu SGC jsou pověšeni vedle nich a v bezvědomí. O'Neill s Davisem sledují falešnou Fraiserovou, jak prohlíží jednoho člena personálu SGC zařízením, které přenese jeho podobu vetřelci.
O'Neill a Davis se osvobodí. Caretrová infiltruje základnu přestrojená za Daniela a nalézá O'Neilla a Davise. Informuje je, že Maybournova NID se připravuje k útoku na základnu. Musí tedy najít způsob jak narušit přestrojení vetřelců. Caretrová naznačuje, že incident v letadle byl možná způsoben zvukem s určitou frekvencí vygenerovanou motory. Caretrová vytvoří duplikát zvuku a vysílá jej po celé základně, odhalující tak vetřelce. Když Maybournovi vojáci obsadí SGC, vetřelci prchnou skrze Hvězdnou bránu. Mnoho z nich uniklo, ale Caretrová zavře bránu. Uvěznění zbývající vetřelci aktivují autodestrukční zařízení a sami sebe zničí. Poté se probouzí všichni uvěznění členové personálu SGC. Carterová navrhne, aby pro příště byl při každém návratu SG týmu preventivně spuštěn zvuk narušující podobu vetřelců.